# بروس كيلي
بروس كيلي (بالإنجليزية: Bruce Kelly)‏ هو مقدم برامج إذاعية أمريكي، ولد في 11 يونيو 1956.